# Ruby Turner
Ruby Turner (Montego Bay, 22 juni 1958) is een Jamaicaanse r&b-zangeres, songwriter en actrice. In een muziekcarrière van meer dan 30 jaar is Turner vooral bekend om haar albums en single-publicaties in Europa en Noord-Amerika. Ze staat ook bekend om haar werk als achtergrondzangeres voor sessies, met artiesten als Bryan Ferry, UB40, Steel Pulse, Steve Winwood, Jools Holland en Mick Jagger. Ze heeft ook nummers geschreven die zijn gecoverd door muzikanten als Lulu, Yazz en Maxi Priest.
Turner bereikte de zeldzame prestatie voor een Britse zangeres om nummer 1 te worden in de Amerikaanse r&b-hitlijst met It's Gonna Be Alright in februari 1990. Tussen 1986-1995 verschenen acht van haar singles in de Britse singlehitlijst en I'd Rather Go Blind was de meest succesvolle en bereikte #24 in 1987. Turner trad op tijdens het Birmingham Heart Beat 86-concert met George Harrison en heeft ook gezongen bij Jools' Annual Hootenanny van BBC Television van 2007 tot en met 2021. Ze is ook verschenen als actrice op het podium, film en televisie.

## Carrière

### Vroege jaren
Ruby Turner verhuisde in 1967 op 9-jarige leeftijd met haar familie naar Handsworth, Birmingham.
Turner kwam uit een muzikale familie toen haar grootvader de lead zong in een van Jamaica's gospelgroepen. Begin jaren 1980 werkte ze met Culture Club op het hoogtepunt van hun populariteit. Ze kreeg kort daarna een aanbod van een solo-opnamecontract en tekende bij Jive Records, onderdeel van de Zomba Group.

### Muziekcarrière
Haar muzikale carrière begon begin jaren 1980 bij Alexis Korner (dvd Live at the Marquee, met onder andere Charlie Watts). Ze is te horen op de albums Labor of Love (1983) van UB40 en From Luxury to Heartache (1986) van Culture Club. Ze bracht de komende jaren vier albums en een Best of compilatiealbum uit. Haar eerste soloalbum Women Hold Up Half the Sky werd in 1986 uitgebracht en kreeg veel lovende kritieken en produceerde hitsingles zoals een cover van het Staple Singers-nummer If You're Ready (Come Go with Me), een duet met Jonathan Butler, en de Etta James-standard I'd Rather Go Blind.
In maart 1987 zong Turner op de Ferry Aid-single Let It Be. Rond deze tijd bracht ze ook het album The Motown Songbook uit, waarop ze optrad met Motown en anderen, waaronder The Four Tops, The Temptations en Jimmy Ruffin. In 1988 verscheen Turner op het album Young Man Running van Corey Hart met het duet Spot You in a Coalmine.
Turner behaalde een nr. 1 r&b-hit in de Verenigde Staten in februari 1990 met It's Gonna Be Alright en werd een van de weinige Britse artiesten die bovenaan die hitlijst stond. Vier andere Amerikaanse r&b-hitsuccessen volgden in 1990 en 1991, waaronder Paradise uit de film Dancin' Thru the Dark.
In 1998 nam ze het album Call Me by My Name op met de Britse rhythm-and-blues-veteranen Boz Burrell, Zoot Money, Bobby Tench en Stan Webb. Op oudejaarsavond 1999 zong ze het volkslied voor koningin Elizabeth II, die werd vergezeld door premier Tony Blair en andere hoogwaardigheidsbekleders bij de opening van de Millennium Dome in Londen.
Turner zong achtergrondzang op het album Goddess in the Doorway uit 2001 van Mick Jagger en speelde Nobody But You op het album Jools Holland's Big Band Rhythm & Blues uit 2002. In 2007 presenteerde Turner de documentaire Shout Sister Shout over Sister Rosetta Tharpe voor BBC Radio 2. Ze zong op het album I Started Out with Nothin and I Still Got Most of It Left (2008) van Seasick Steve. In september 2009 bracht Turner haar eerste gospelmuziekalbum I'm Traveling On uit. Haar vertolking van Jesus on the Mainline verschijnt op een compilatie-cd bij het boek British Black Gospel van Steve Alexander Smith.
Op 28 oktober 2009 werd Turner gepresenteerd met een BASCA Gold Badge Award als erkenning voor haar unieke bijdrage aan de muziek.
Op 4 juni 2012 was Turner een van de artiesten bij het Diamond Jubilee Concert buiten Buckingham Palace in Londen, waar ze zich bij Jools Holland op het podium voegde.
Turner werd bekroond met een MBE in de 2016 Birthday Honours voor diensten aan de muziek.

### Als actrice
Als actrice was Turner te zien in producties van A Streetcar Named Desire, Carmen Jones en Fame. Ze is ook verschenen in One Love van Kwame Davies in het Londense Lyric Theatre, Hammersmith. Ze verscheen in een succesvolle run in de Londense West End-productie van de musical Simply Heavenly, die werd genomineerd voor 'Outstanding Musical' bij de Laurence Olivier Awards 2005.
Turner verscheen in een aantal films, waaronder Love Actually (2003), Reggae Britannia (2011) en Famous Fred (1996). In 2006 verscheen Turner in Little Britain Abroad, waar ze sheriff Judy speelde. Op 12 oktober 2007 verscheen ze als gastster (als zichzelf) in de BBC One-soap Doctors. De titel van de aflevering heette Raising The Roof. In 2009 verscheen Turner in het BBC-drama Hotel Babylon.
In 2011 verhaalde Turner de BBC Four-documentaire Reggae Britannia, die de geschiedenis van de Britse reggaemuziek beschrijft. In 2012 was Turner, samen met Ralph Allwood en Manvinder Rattan, een rechter in de BBC Two-serie The Choir: Sing While You Work. In 2013 was Turner te gast bij de BBC Songs of Praise gospelkoorwedstrijd. In 2015 werd aangekondigd dat ze zou verschijnen als Mrs. Blip in de voor de tv gemaakte film The Land of Sometimes.

## Privéleven
Turner is twee keer verloofd geweest, maar niet getrouwd
Haar ouders zijn gescheiden en haar vader woont in de Verenigde Staten. Haar moeder Violetta woont in de buurt van Turner en zong op haar album I'm Traveling On uit 2009.

## Discografie

### Singles
- 1986:	If You're Ready (Come Go with Me) (feat. Jonathan Butler)
- 1986: I'm in Love
- 1986: Bye Baby
- 1987:	I'd Rather Go Blind
- 1987: In My Life
- 1988:	Signed, Sealed, Delivered I'm Yours
- 1988: What Becomes of the Broken Hearted (feat. Jimmy Ruffin)
- 1990: It's Gonna Be Alright
- 1994:	Stay with Me Baby
- 1995:	Shakaboom! (feat. Hunter)

### Albums
- 1986:	Women Hold Up Half the Sky
- 1988:	The Motown Songbook
- 1990:	Paradise
- 1991: The Other Side
- 1992: The Best of
- 1993: Responsible
- 1993: With Love
- 1994: Restless Moods
- 1995: Live at Glastonbury
- 1996: Guilty
- 1998: Call Me by My Name
- 2001: Live in Bristol
- 2005: So Amazing
- 2007: Live at Ronnie Scott's
- 2008: The Informer
- 2009: I'm Travelling On
- 2014: All That I Am
- 2015:	Jools & Ruby (met Jools Holland)
- 2017: Livin' a Life of Love - The Jive Anthology 1986–1991
- 2018: That's My Desire
- 2020: Love Was Here

- Biblioteca Nacional de España: XX1554891
- Bibliothèque nationale de France: cb13932762q (data)
- Gemeinsame Normdatei: 134543440
- International Standard Name Identifier: 0000 0000 7245 8142
- Library of Congress Control Number: n92044978
- MusicBrainz: feb799ee-51fc-4ef9-a66d-59407461bf84
- Virtual International Authority File: 76503580
- WorldCat: E39PBJp9v6JdgckXPrRjhqbmVC